# Скала (город)

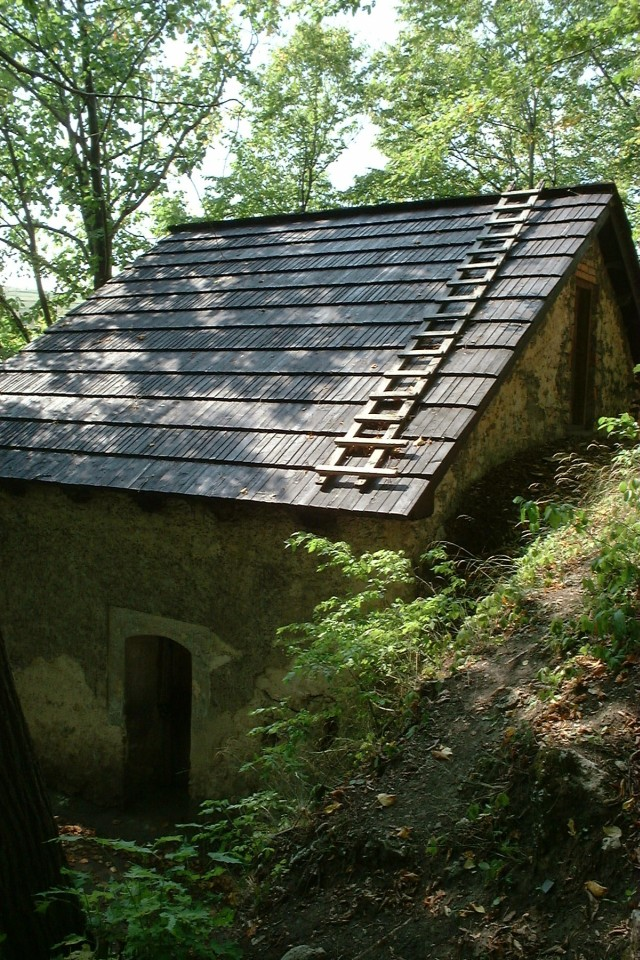
Скала (Малопольское воеводство)

Скала (пол. Skała) — город в Польше, входит в Малопольское воеводство, Краковский повят. Административный центр одноимённой гмины.
Занимает площадь 2,97 км². Население — 3 719 человек (на 2013 год).

## Население
По состоянию на 2013 год в селе проживало 3 719 человек.
| 2004  | 2013  |
| ----- | ----- |
| 3 702 | 3 719 |

| Перепись  | Всего   | Всего | Женщины | Женщины | Мужчины | Мужчины |
| --------- | ------- | ----- | ------- | ------- | ------- | ------- |
| Единицы   | человек | %     | человек | %       | человек | %       |
| Население | 3 709   | 100   | 1899    | 51,19   | 1 810   | 48,81   |